# Commiphora ruquietiana
Commiphora ruquietiana là một loài thực vật có hoa trong họ Burseraceae. Loài này được Dinter & Engl. mô tả khoa học đầu tiên năm 1912.